# Lavotchkin

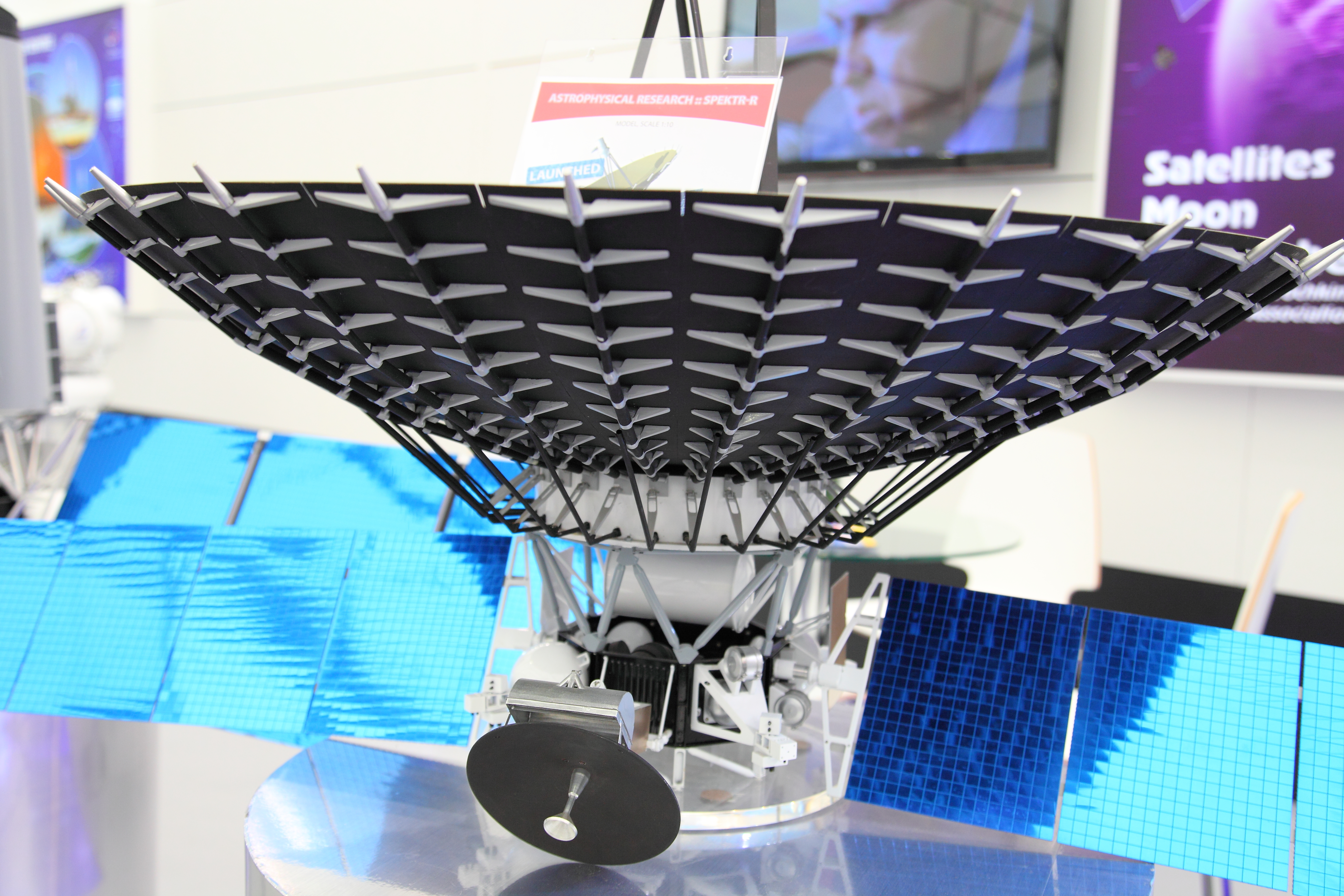
A sonda Spektr-R fabricada pela NPO Lavochkin.

NPO Lavochkin (OKB-301), também conhecida por Associação de Pesquisa e Produção Lavochkin, em russo: НПО Лавочкина, é uma das principais empresas russas do ramo aeroespacial, sendo a desenvolvedora e fabricante do estágio de foguete Fregat e também de sondas interplanetárias como a Fobos-Grunt e a Spektr-R.
Foi fundada em 1937 por Semion Alexevitch Lavotchkin, e desenvolveu aeronaves militares famosas durante a Segunda Guerra, como o LaGG-3.

## Aeronaves

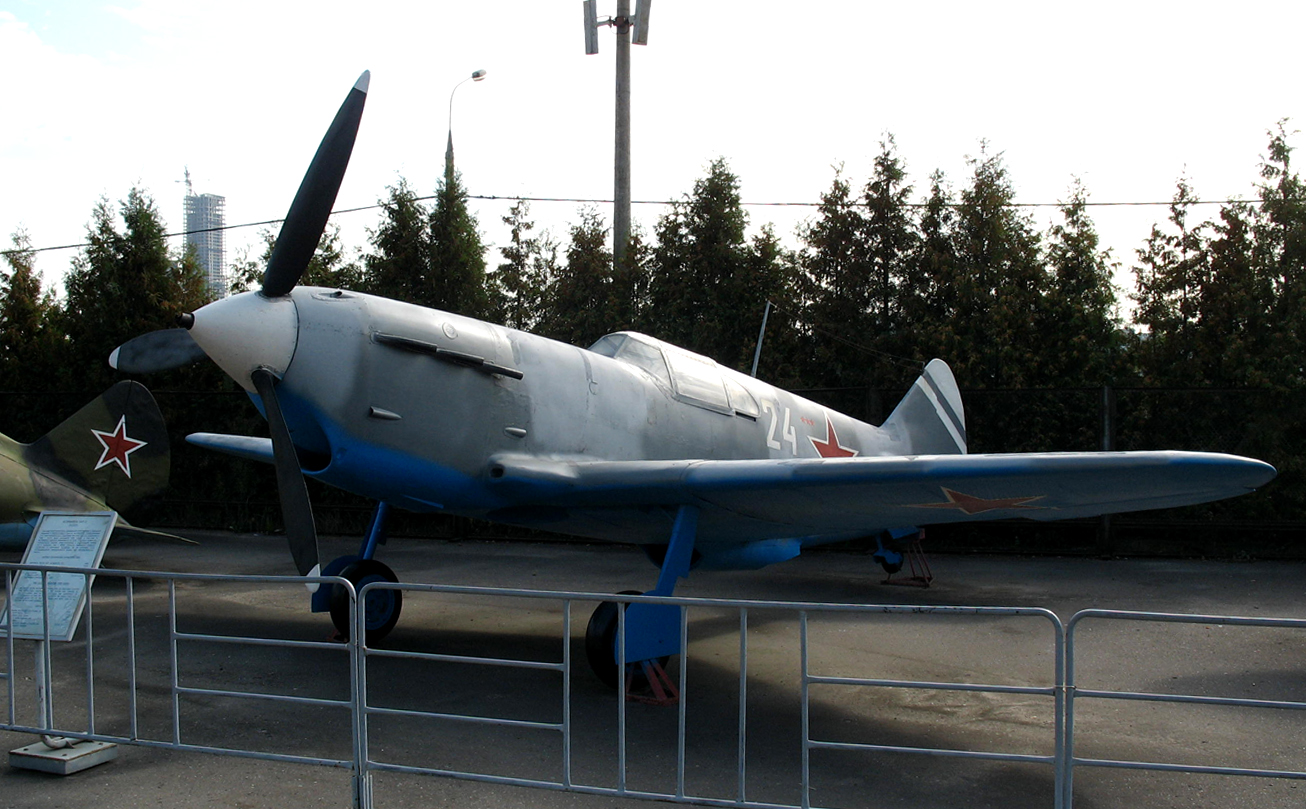
LaGG-3

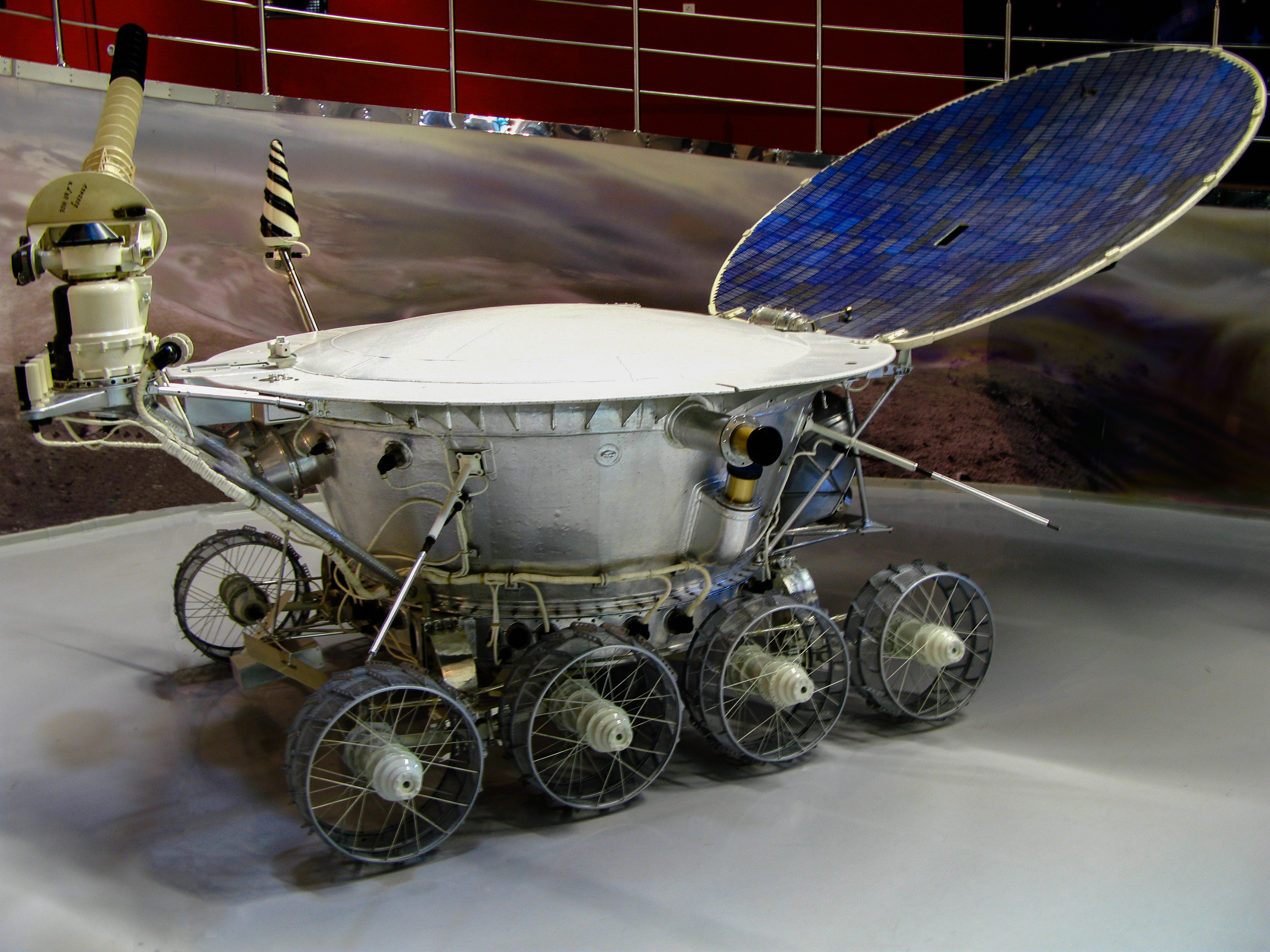
Lunokhod

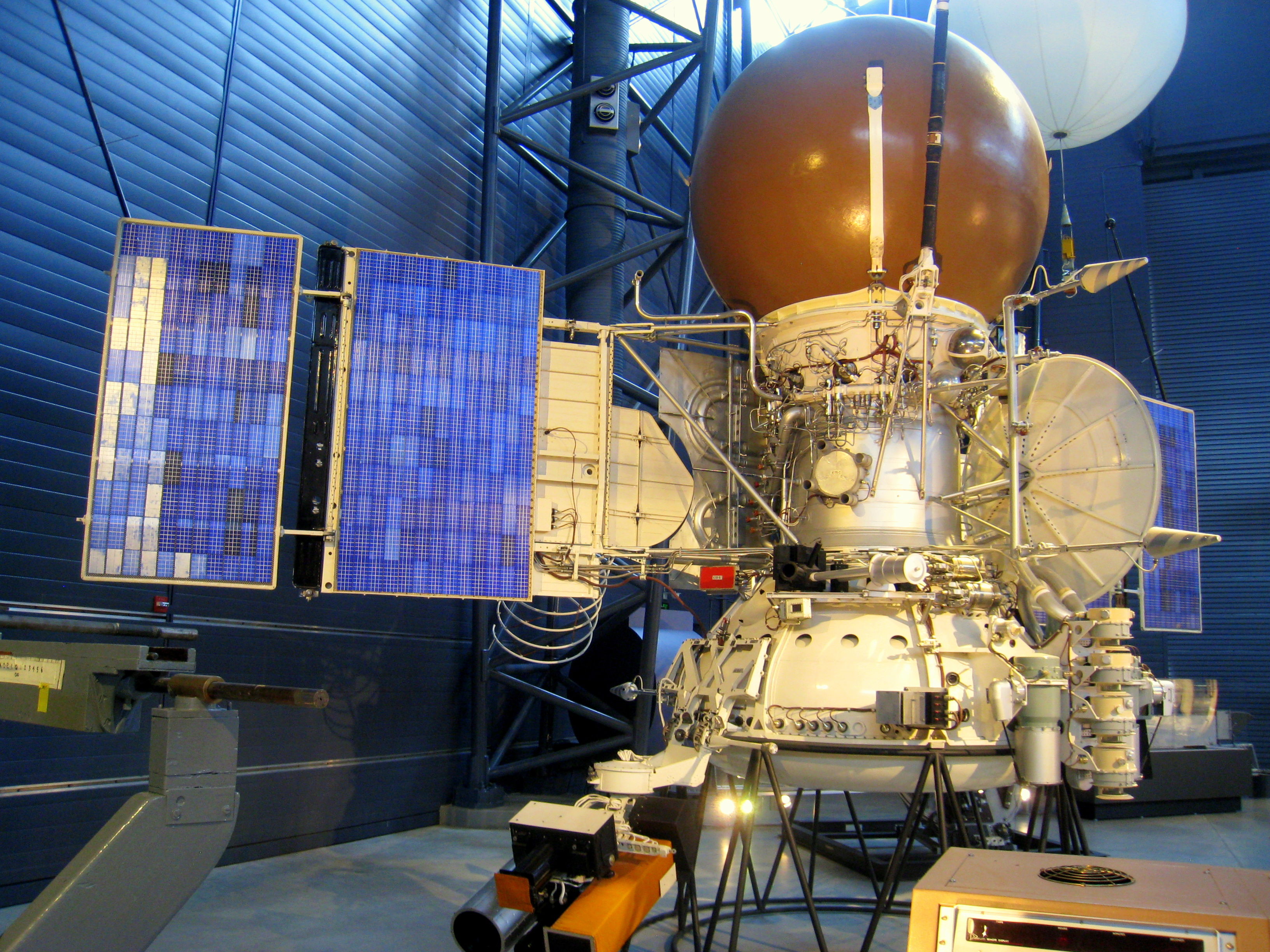
Vega

- LaGG-1

- LaGG-3

- Gu-82

- LaGG-3K-37

- Gu-1

- La-5

- La-7 "Fin"

- La-9 "Fritz"

- La-11 "Fang"

- La-15 "Fantail"

- La-17

- La-120

- La-126

- La-130

- La-132

- La-134

- La-138

- La-140

- La-150

- La-152

- LunokhodLa-154

- La-156

- La-160

- La-168

- La-174

- VegaLa-176

- La-180

- La-190

- La-200

- La-205

- La-250 Anakonda

## Foguetes e Mísseis
- La-350 Burya

- Fregat

- S-25 Berkut (SA-1 "Guild")

- S-75 Dvina (SA-2 "Guideline")

## Sondas Espaciais
- Astron

- Elektro-L

- Elektro-L No.1

- Elektro-L No.2

- Fobos-Grunt

- Granat

- Luna-Glob
- Mars-96
- Mars-Grunt
- Oko
- Spektr-R
- Spektr-RG
- US-K
- US-KMO
- US-KS

## Programas Espaciais
A Lavochkin também produziu programas espaciais, juntamente com suas sondas.
- Programa Luna: Enviou as primeiras sondas espaciais à Lua.
- Programa Lunokhod: Enviou os primeiros rovers à Lua.
- Programa Marte: Enviou as primeiras sondas espaciais à Marte.
- Programa Venera: Enviou as primeira sondas espaciais à Vênus.
- Programa Vega: Enviou as primeiras sondas espaciais para estudar o cometa Halley.